# Sare Jarbel
Sare Jarbel är en ort i Gambia. Den ligger i regionen Central River, i den östra delen av landet, 200 km öster om huvudstaden Banjul. Antalet invånare var 290 vid folkräkningen 2013.